# Consentimiento real

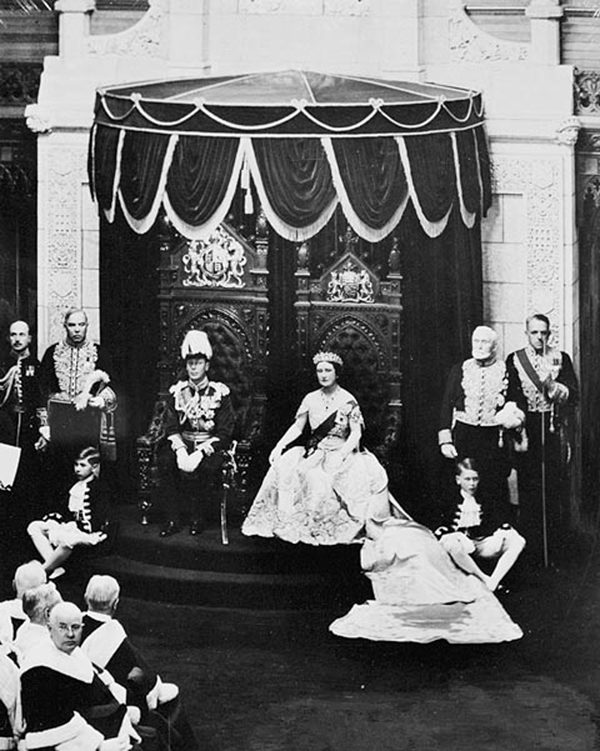
Jorge VI del Reino Unido, otorgando el consentimiento real a un proyecto de ley en el Senado de Canadá, 19 de mayo de 1939. La reina consorte, Isabel, se encuentra a su izquierda.

El otorgamiento del consentimiento real o sanción real es el método por el cual un monarca constitucional aprueba y promulga formalmente una proyecto de ley adoptado por el parlamento del país y lo convierte propiamente en ley. Este acto se considera poco más que una formalidad en la mayoría de las monarquías contemporáneas, incluso en aquellas naciones que todavía permiten a su gobernante negar el consentimiento (como el Reino Unido, Noruega y Liechtenstein), el monarca casi nunca lo hace, excepto en una emergencia política grave o por consejo de su gobierno. Antiguamente, el poder de negar el consentimiento real fue ejercido frecuentemente en las monarquías europeas, pero es extremadamente raro en la atmósfera política democrática y moderna que se ha desarrollado desde el siglo XVIII.
Este proceso se asocia a veces con elaboradas ceremonias. En el Reino Unido, por ejemplo, el soberano designa a los Lores Comisionados, quienes anuncian que se ha concedido el consentimiento real en una ceremonia celebrada en el palacio de Westminster. Sin embargo el consentimiento también se concede menos ceremonialmente por medio de una patente. En otros países, como Australia y Canadá, el gobernador general simplemente firma el proyecto de ley. En cada caso, el Parlamento debe ser informado de que se otorgó. Existen dos métodos: los representantes del soberano otorgan el consentimiento en presencia de ambas cámaras del Parlamento o cada cámara puede ser notificada por separado, generalmente por el presidente de la misma.